# Андреевский (Курская область)
Андреевский — посёлок в Большесолдатском районе Курской области России. Входит в Любостанский сельсовет.

## География
Посёлок находится на берегу реки Скородная, в 56 километрах к юго-западу от Курска, в 12 км к востоку от районного центра — села Большое Солдатское, в 6 км от центра сельсовета — села Любостань.

## Население
| 2002 | 2010 |
| ---- | ---- |
| 3    | ↘0   |

## Транспорт
Андреевский находится в 8 км oт автодороги регионального значения 38К-004 (Дьяконово — Суджа — граница с Украиной), в 0,5 км oт автодороги межмуниципального значения 38Н-091 (38К-004 — Любостань — Леоновка), в 28 км от ближайшей ж/д станции Сосновый Бор (линия Льгов I — Подкосылев).